# Широкодзьоб чорноголовий
Широкодзьоб чорноголовий (Smithornis capensis) — вид горобцеподібних птахів родини смарагдорогодзьобових (Calyptomenidae).

## Поширення
Вид поширений в Субсахарській Африці від Сьєрра-Леоне до Кенії і на південь до південноафриканської провінції Квазулу-Наталь. Трапляється у дощових лісах.

## Опис
Птах завдовжки 12-14 см, вагою 17-27 г (самці важчі за самиць). Має кремезне тіло з великою головою та коротким, але широким дзьобом. Спина, хвіст та крила сірувато-коричневі. Вторинні криючі крил білі. Верх голови чорний. Шия, щоки та ділянка навколо ніздрів сіруваті. Нижня частина тіла біла з чорними прожилками на боках і грудях.

## Спосіб життя
Живе під пологом лісу. Трапляється поодинці або невеликими групами. Знаходиться в постійному русі в пошуках поживи серед дерев. Живиться комахами та іншими дрібними членистоногими. Зрідка може поїдати дрібних плазунів та жаб, ягоди та квіти. Сезон розноження триває, переважно, з жовтня по січень. Гніздо будують обидва партнери. Воно кулястої форми з бічним входом, підвішане на нижній частині гілки дерева. У гнізді 1-3 яйця. Насиджує самиця. Інкубація триває 16-17 днів.